# 野獸傳奇
野獸傳奇（ビーストサーガ，Beast Saga）是日本特佳麗多美推出的多媒體企劃，其中包括骰子遊戲、漫畫系列、電視動畫和用於任天堂3DS電子遊戲。它類似於特佳麗早期的Battle Beasts玩具系列。
2012年9月4日，日本圖書出版商集英社宣布該改編成電視動畫。

## 劇情概要
银河的彼端，比斯特（Beast）星。在这个星球上单独完成进化、自称比斯特人的种族，在海陆空各领域建筑起了各种各样的文明……比斯特星球上，散落着名为“圣物”的神秘立方体。由“顶部”、“躯干”、“底部”三个部分构成，收集到三个部分后，会得到惊天的力量。但同时，这也会引起巨大的灾难和危险。海之一族通过共同看管的方式管理“水之圣物”维持着平衡，空之一族索亚拉（ソアラ）圣国利用“风之圣物”的力量维持着浮游都市的运转。陆上之王莱昂加（ライオーガ）统治的古洛里亚王国，将“炎之圣物”分别保存在三处。但是，比斯特人们为了各自的目的，爆发出了围绕着“圣物”的战争，王国也危在旦夕。以“圣物”为中心，种族之间的战斗，拉开的序幕……

## 集數列表
| 集數 | 標題 | 劇本 | 繪圖 | 演出 | 作画監督 | 制作協力 | 放送日 | 漫畫版対応 |
| ---- | ---- | ---- | ---- | ---- | -------- | -------- | ------ | ---------- |
| 01   |      |      |      |      |          |          |        |            |
| 02   |      |      |      |      |          |          |        |            |

## 外部連結
| {{{播放檔次}}} | {{{播放檔次}}} | {{{播放檔次}}} |
| -------------- | -------------- | -------------- |
|                | 野獸傳奇       |                |
| —              | —              |                |